# Jahor Chauratowitsch
Jahor Chauratowitsch (belarussisch Ягор Хаўратовіч; * 8. Mai 2002) ist ein belarussischer Hürdenläufer, der sich auf die 400-Meter-Distanz spezialisiert hat.

## Karriere
Erste internationale Erfahrungen sammelte Jahor Chauratowitsch beim Europäischen Olympischen Jugendfestival 2019 in Baku, bei dem er in 54,78 s den siebten Platz belegte.
2020 wurde Chauratowitsch belarussischer Meister im 400-Meter-Hürdenlauf.

## Persönliche Bestleistungen
- 400 m Hürden: 51,59 s, 2. August 2020 in Minsk